# عابد علی نازش
عابد علی نازش (انگلیسی: Abid_Ali_Nazish؛ زادهٔ ۲ ژانویهٔ ۱۹۷۲ درگذشتهٔ ۲۵ ژانویهٔ ۲۰۱۲) یک بازیگر و هنرپیشه اهل افغانستان بود٬ که در شهر کویته پاکستان زندگی میکرد او همراه با چند نفر دیگر در ماشین هدف حمله افراد مسلح قرار گرفت و به قتل رسید.

## درگذشت
در ۲۵ ژانویه ۲۰۱۲ عابد علی نازیش همراه با مأموری از سازمان تحقیقات فدرال پاکستان (FIA) و شاعر محمد انور در کویته هدف تیراندازی اعضای گروه افراطی لشکر جهنگوی قرار گرفتند و همه آن‌ها کتشه شدند. طبق گزارش ها دلیل این حمله تبعیض مذهبی علیه هزاره‌های شیعه ذکر شده است.

## اهمیت
- یکی از شناخته‌شده ترین شخصیت‌های رسانه‌ای هزاره‌ها در پاکستان در دوران حیات خویش بود.
- مرگ او نمادی از خشونت هدفمند علیه اقلیت شیعه هزاره در منطقه بلوچستان تلقی میشود.
- روایت قتل وی به‌عنوان یکی از فجایع هدفمند علیه هزاره‌ها ثبت شده است.